# 플라이아리스탄
플라이아리스탄(영어: FlyArystan)는 카자흐스탄 알마티에 기반을 두고 있는 항공사로 에어 아스타나를 모기업으로 두고 있다. 플라이아리스탄은 카자흐스탄의 첫 저비용 항공사이다.

## 역사
플라이아리스탄은 2019년 3월 19일, 항공권 판매를 시작하였으며 5월 1일 정기운항을 시작하였다. 이후 2022년, 플라이아리스탄은 항공전문기관인 스카이트랙스로부터 4성급 항공사로 평가, 선정되었으며 2023년에는 중앙아시아 지역 최고의 저비용항공사로 선정되었다.

## 운항 노선
- 2023년 10월 기준으로 플라이아리스탄은 다음과 같은 노선을 운항하고 있다.

## 보유 기종
- 2024년 4월 기준으로 플라이아리스탄은 다음과 같은 기종을 보유하고 있다.[1]